# Kamelschlacht

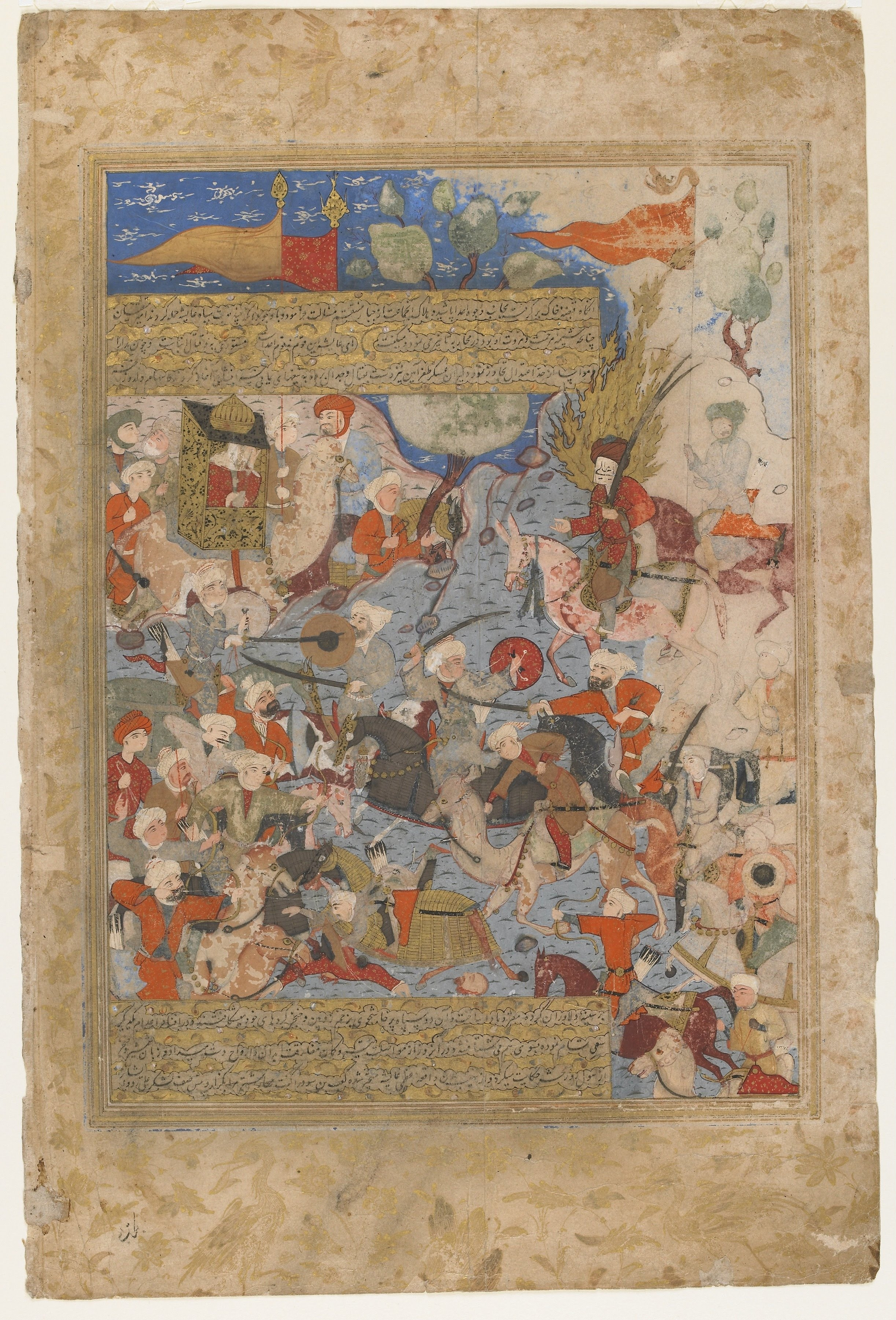
Ali und Aischa bei der Kamelschlacht

Die Kamelschlacht (arabisch معرکة الجمل), auch Schlacht von Basra genannt, fand am 22. Dschumada al-Ula 36 nach der Hidschra (656 n. Chr.) in der Region in der Nähe von Basra im heutigen Irak statt. Es handelt sich um die erste Schlacht während des Kalifats von Ali ibn Abi Taleb, der vierte rechtgeleitete Kalif für Sunniten und erster Imam für Schiiten. Die Schlacht fand zwischen der Armee von Ali auf der einen Seite und Talha, Zubair und Aischa (eine Frau von Muhammad), die den Krieg anführten, auf der anderen Seite statt. Talha und Zubair schworen erst Ali als viertem Kalifen die Treue, brachen aber nach einiger Zeit den Schwur und behaupteten, den Tod des dritten Kalifen Uthman rächen zu wollen. Die Schlacht endete mit einem Sieg von Ali. Nach der Schlacht erließ Ali eine Generalamnestie.
Die Kamelschlacht wird zum ersten Bürgerkrieg der Muslime (1. Fitna) zugeordnet.

## Vorgeschichte: Nachfolge Mohammeds und Ermordung Uthmans
Ali war einer der engsten Vertrauten des Propheten Mohammed und mit diesem auch verwandtschaftlich verbunden, sodass er vielen als dessen natürlicher Nachfolger galt. Nach Ansicht der Schiiten (der Šīʿat ʿAlī – Partei Alis) hatte Mohammed ihn auch zu seinem Nachfolger designiert, was aber bis heute von der Gegenseite, den Sunniten, bestritten wird. Nachdem Mohammed 632 verstorben war, versammelten sich einige der wichtigsten Gefolgsleute des Propheten und wählten Abu Bakr zum ersten Kalifen (d. h. Nachfolger). Sunniten weisen darauf hin, dass Ali für das Amt des Kalifen zu jung gewesen sei; tatsächlich verzichtete dieser auch trotz seiner Ansprüche auf einen Protest gegen die Nachfolgeentscheidung. Dies gilt auch für die Bestimmung des zweiten und dritten Kalifen: Umar ibn al-Chattab, der 634 auf Abu Bakr folgte, und Uthman ibn Affan, der 644 auf Umar folgte.
Die arabische Herrschaft erstreckte sich um 650 bereits von Tripolitanien bis in den Osten Persiens und an den Kaukasus. Die Frage, wer rechtmäßiger Kalif war, hatte damit binnen weniger Jahre auch ein weltpolitisches Gewicht bekommen. Uthman hatte sich in Spannungen mit den Statthaltern der neu eroberten Provinzen verwickelt und galt wegen der Bevorzugung seiner eigenen Familie als unpopulär. Am 17. Juni 656 fiel er in Medina einem Attentat von Rebellen zum Opfer, die ihn zunächst in seinem Haus belagert hatten. Die Hintermänner dieser Tat konnten bis heute nicht eindeutig identifiziert werden. Erneut stellte sich die Frage der Nachfolger und dieses Mal wurde Ali zum neuen Kalifen gewählt, wobei er den Berichten zufolge das Amt nur widerwillig angenommen haben soll; er nannte sich auch nicht Chalifat Allah (Stellvertreter Gottes), sondern lediglich Amīr al-Mu'minīn (Führer der Gläubigen). Eine Gruppe von Muslimen, darunter Aischa bint Abi Bakr, die jüngste von Mohammeds Frauen, stellte sich allerdings gegen Ali, dem sie unter anderem vorwarf, die Aufklärung der Bluttat an Uthman nicht voranbringen zu wollen und den sie daher verdächtigte, an dem Mord selbst beteiligt gewesen zu sein.

## Die Opposition formiert sich
Die 45-jährige Aischa war zum Zeitpunkt der Ermordung Uthmans gerade dabei, von einer Pilgerreise, die sie nach Mekka geführt hatte, nach Medina zurückzukehren, entschloss sich aber nach Empfang der Nachricht von Uthmans Tod, nach Mekka zurückzukehren. Sie traf hier mit az-Zubair, dem Vater des späteren Gegenkalifen Abdallah ibn az-Zubair, und mit Talha ibn ʿUbaidallāh zusammen, die sie für ihre Sache gewinnen konnte, obwohl beide zuvor Ali ihre Treue geschworen hatten. Außerdem gelang es Aischa, die mächtige Familie der Umayyaden, der auch Uthman angehört hatte, auf ihre Seite zu bringen. Dieser Gruppe schlossen sich auch mehrere Statthalter in den Provinzen an, die Ali aus ihren Diensten entlassen hatte, darunter Yala, vormals Statthalter von Jemen, der über ein beträchtliches Vermögen verfügte.
Weniger erfolgreich war Aischa bei dem Versuch, auch Umm Salama, eine weitere Witwe Mohammeds, für sich zu gewinnen, die im Gegenteil Aischa von ihrem Vorhaben abzubringen versuchte. Eine weitere Witwe Mohammeds, Hafsa bint Umar, erklärte sich bereit, an der Rebellion teilzunehmen, wurde hieran aber von ihrem Bruder gehindert. Dennoch konnten die Verschwörer binnen weniger Wochen mehrere Tausend Anhänger gewinnen und einen Monat nach Uthmans Tod brachen sie Richtung Mesopotamien auf, um diese reiche Provinz für sich zu gewinnen. Damit begann faktisch der erste innerislamische Bürgerkrieg, die Fitna. Ali, der sich in Medina aufhielt, erfuhr von diesen Aktivitäten, wollte aber zunächst nichts unternehmen, solange seine Gegner selbst noch nicht militärisch vorgegangen waren. Alis Begleiter ʿAbdallāh ibn ʿAbbās (Stammvater der Abbasiden) konnte ihn jedoch von der Gefahr überzeugen, die drohte, wenn Aischa Basra in ihre Hand bekäme, da dann die Rebellion ungleich schwerer unter Kontrolle zu bringen sei. Ali brach daraufhin eilig mit 900 Mann nach Mekka auf, erfuhr hier aber, dass seine Gegner bereits abgereist waren. Sofort rief er aus allen Teilen des Reiches Verstärkung herbei, auf deren Eintreffen er wartete, ehe er losschlagen wollte.

## Basra vor der Schlacht
In Basra erwartete unterdessen Alis Statthalter Uthman ibn Hanif die Ankunft der Aufständischen. Seine Lage war nicht besonders gut, da es auch in Basra selbst Anhänger Aischas gab. Er erklärte sich zu einer Unterredung mit Aischa, az-Zubair und Talha bereit, die Rache für Uthman forderten und erklärten, die Gerechtigkeit auf ihrer Seite zu haben. Abdallah lehnte aber die Übergabe Basras ab und berief sich auf die rechtmäßige Kalifenwahl Alis und dass es einer Frau nicht anstehe, die Waffen gegen ihre muslimischen Brüder zu ergreifen und Unfrieden zu stiften. Aus der lebhaften verbalen Auseinandersetzung entwickelte sich ein Gefecht, das eskalierte, bis man sich am Abend auf eine Waffenruhe einigte und übereinkam, die Frage des Kalifats in Medina entscheiden zu lassen.
Einer schiitischen legendären Überlieferung zufolge seien Aischa und ihre Anhänger mit ihren Kamelen wenig später durch das Tal von Haw'ab gezogen. Dort seien sie von einem Rudel Hunde empfangen worden, die Aischa auf ihrem Kamel angekläfft hätten. Aischa sei daraufhin verzweifelt gewesen, weil dies die Erfüllung einer Weissagung der Umm Salama gewesen sei, wonach die Hunde von Haw'ab sie angreifen würden, weil sie vom rechten Pfad abgewichen sei.
Unterdessen war ein Bote von Basra nach Medina gesandt worden, um dort die Frage der Rechtmäßigkeit des Kalifats prüfen zu lassen. Die Bevölkerung dort war aber offensichtlich ebenfalls uneins und so kehrte der Bote unverrichteter Dinge zurück. Ali hingegen, der Richtung Basra aufgebrochen war und sich mittlerweile in Nadschd befand, erklärte, dass der Treueschwur, den die Rebellen ihm geleistet hatten, keineswegs erzwungen worden sei, wie diese behauptet hatten, und dass sie also zur Gefolgschaft verpflichtet seien. Bevor Ali aber vor Ort eintraf, war Basra bereits in die Hände der Aufständischen geraten, die den Statthalter Uthman ibn Hanif gefangensetzten. Diesen verschonten die Aufständischen, doch nahmen sie auch 70 von Alis Gefolgsleuten, die in Basra dessen Gelder verwalteten, gefangen und verhängten über sie die Todesstrafe. Darüber hinaus wurden eine Reihe weiterer Bewohner der Stadt verfolgt, denen Mitwisserschaft an der Ermordung des Kalifen Uthman vorgeworfen wurde und die von den Aufständischen exekutiert wurden, insgesamt 400 Personen. Uthman ibn Hanif wurde unterdessen kahlgeschoren, sein Bart und seine Augenlider wurden abgeschnitten, und derart gedemütigt wurde er zu Ali geschickt. Da man unter den Verschwörern mit der baldigen Ankunft Alis rechnen musste, sandte man eilig Nachrichten zu den Statthaltern in Syrien, Ägypten und Persien, um sie zum Abfall von Ali zu bewegen. Wichtigster Verbündeter war Muawiya, der in Syrien eine bedeutende Machtbasis aufgebaut hatte und der das Kalifat Alis nicht anerkannte.
Bald darauf traf dann Ali ein, der erkannte, dass Aischa und ihre Anhänger die Gewalt über die Stadt gewonnen hatten und ein sofortiges Zuschlagen gegen sie nicht ratsam erschien. Stattdessen wandte er sich euphrataufwärts nach Kufa, das von erprobten Veteranen bewohnt war. Ali wandte sich an diese, um sie für sich zu gewinnen, doch war auch hier in der Bevölkerung bereits eine Spaltung eingetreten. Der Statthalter der Stadt, Abū Mūsā al-Aschʿarī, der die Verwicklung in den Bürgerkrieg fürchtete, appellierte daraufhin an die Neutralität und erklärte, dass seine Stadt sich für keine der beiden Parteien entscheiden sollte. Da trat allerdings Ammar ibn Yasir auf, Abu Musas Vorgänger als Statthalter, und mahnte die Einwohner, der Sache Gottes und nicht der einer Frau zu folgen. Ihm pflichtete Hasan, ein Enkel des Propheten, bei. Daraufhin entschieden sich die Einwohner Kufas gegen Aischa und setzten den zögerlichen Abu Musa ab. Bald verfügte Ali über 10.000 Kämpfer und hatte damit eine in etwa ebenso starke Streitmacht versammelt wie die Aufständischen.

## Verhandlungen
Ali marschierte auf Basra zu, suchte aber den offenen Krieg nach Möglichkeit zu vermeiden. Er sandte daher al-Ka'ka' als Abgesandten zu den Rebellen und ließ ausrichten, dass er die Ermordung mehrerer Hundert Einwohner Basras durch die Verschwörer nicht zu sühnen gedenke und es ihm nur um die Erhaltung des Friedens unter den Muslimen ginge. In seinem Gefolge befanden sich auch einige von denen, die an der Ermordung des Kalifen Uthman mitgewirkt hatten, auf deren Unterstützung er aber nun angewiesen war, sodass er dem Ansinnen der Verschwörer, diese Leute zu bestrafen, nicht Folge leisten wollte. Um seine Gegner aber nicht unnötig zu provozieren, ordnete er an, dass diese Gruppe, die des Mordes an Uthman verdächtig war (darunter Malik al-Aschtar), zurückbleiben und nicht an möglichen Kämpfen teilnehmen solle. Diese aber heizten die Differenzen zwischen Ali und der Gruppe um Aischa weiter an, da sie in einem militärischen Sieg Alis ihre einzige Chance sahen. Ali trat unterdessen vor Talha und Zubair und hielt mit ihnen eine Unterredung ab, bei der beide Seiten ihre Standpunkte wiederholten, zugleich aber ihre Hoffnung aussprachen, dass es nicht zum Äußersten kommen musste.

## Die Schlacht
Angesichts der Aussicht auf eine versöhnliche Lösung der Krise drängte die Gruppe um al-Aschtar zur Tat. In der Nacht des 9. Dezember näherten sie sich dem Lager der Anhänger Aischas und begannen mit einem Überraschungsangriff. Sofort brach Panik auf beiden Seiten aus, und Ali versuchte vergeblich, seine Männer zurückzuhalten, während bei den Anhängern Aischas Verbitterung über diesen Verrat vorherrschte, die sich nun auch gegen Ali selbst wandte. Dessen rechten Flügel kommandierte Malik al-Aschtar, während der linke Flügel von Ammar ibn Yasir befehligt wurde. Zubair flüchtete vor dem Kampf und verlor in einem nahen Tal in einem Gefecht sein Leben. Talha wurde durch eine Wunde am Bein schwer verletzt und erlag seinen Verwundungen wenig später in Basra. Die Anhänger der Verschwörer scharten sich daraufhin um Aischa auf ihrem Kamel, da die übrigen Anführer ausgeschaltet waren, doch gelang es Alis Kämpfern, zu ihr vorzudringen und ihr Kamel außer Gefecht zu setzen. Ali ließ Aischa, die die Schlacht unverletzt in ihrer Sänfte überstanden hatte, zu ihrem Bruder Mohammed ibn Abi Bakr bringen, der auf seiner Seite stand. Das Schlachtfeld war am Ende mit 10.000 Leichen übersät, die in einem Massengrab beigesetzt wurden.
Ali gewährte seiner Gegnerin Aischa Verzeihung und ließ sie nach Medina bringen, begleitet von Abdallah ibn az-Zubair, dem Sohn des aufständischen Zubair und Neffen Aischas; er erhob sich später, nach Aischas Tod als Gegenkalif gegen die Umayyaden. Ali hatte einen wichtigen Sieg errungen, doch saß in Syrien immer noch Muawiya, der weiter in Opposition blieb. Die Fitna dauerte also an und gipfelte im Jahre 657 in der Schlacht von Siffin zwischen den Heeren Alis und Muawiyas. Diese Auseinandersetzung sorgte dann endgültig für die Spaltung der islamischen Welt, die bis heute andauert.